# Neuerstadt
Neuerstadt is een plaats en voormalige gemeente in de Duitse deelstaat Saksen-Anhalt, en maakt deel uit van het district Wittenberg.
Neuerstadt telt 206 inwoners.